# Куличка
Кули́чка — село в Україні, у Лебединській міській громаді Сумського району Сумської області. Населення становить 112 осіб. До 2020 орган місцевого самоврядування — Будильська сільська рада.

## Географія
Село Куличка знаходиться на березі річки Будилка, вище за течією на відстані 1 км розташовані села Топчії і Тимофіївка (зняте з обліку в 1988 році), нижче за течією на відстані 1,5 км розташоване село Будилка. На річці невеликі загати. Поруч проходить автомобільна дорога Т 1918.

## Історія
12 червня 2020 року, відповідно до Розпорядження Кабінету Міністрів України № 723-р «Про визначення адміністративних центрів та затвердження територій територіальних громад Сумської області», увійшло до складу Лебединської міської територіальної громади.
19 липня 2020 року, після ліквідації Лебединського району, село увійшло до Сумського району.
28 лютого 2022 року під час російського вторгнення військові ЗСУ знищили біля Кулички базу російської військової техніки — 96 танків, 20 установок «Град» і 8 заправників.

## Відомі люди
В селі народилися:
- Дятленко Микола Дмитрович — український історик, літератор-перекладач.
- Красовський Олексій Андрійович (1884 — після 1920) — живописець, графік, колекціонер старожитностей і творів мистецтва.
- Мордовець Андрій Микитович — заслужений художник України.